# Der Pate und das Showgirl
Der Pate und das Showgirl (Alternativtitel: Verliebt in Las Vegas; Originaltitel: Sugartime) ist ein US-amerikanischer Kriminalfilm aus dem Jahr 1995 über den berüchtigten Chicagoer Mobster Sam „Momo“ Giancana von dem sogenannten Chicago Outfit und seiner Affaire mit Phyllis McGuire. Es handelt sich um eine Verfilmung des im Jahr 1989 veröffentlichten Romans „Man Against the Mob“ von William F. Roemer Jr.

## Handlung
Eine Geschichte über Sam Giancana und seine geliebte Phyllis McGuire während der 1960er Jahre in Las Vegas zwischen Glanz und Glamour, Rampenlicht und Fahndungsdruck, krummen Geschäften und politischen Fehden.

## Hintergrund
Am 25. November 1995 wurde der von HBO Films und von Pacific Western produzierte Film in den Vereinigten Staaten veröffentlicht.